# George Witton
George Ramsdale Witton (1874-1942) était Lieutenant dans le régiment des carabiniers Bushveldt durant la seconde guerre des Boers en Afrique du Sud. Il fut condamné à mort pour meurtre, après avoir tué des prisonniers Boers. Il fut par la suite gracié par Lord Kitchener, bien que les lieutenants Morant et Handcock - qui avaient été jugés en cour Martiale avec lui - fussent fusillés par un peloton d'exécution le 27 février 1902.
G. Witton est né près de Warrnambool (Victoria, Australie) d'une famille d'agriculteurs. Il s'est engagé auprès des Victorian Imperial Bushmen durant la guerre des Boers et passa du grade de caporal à sergent - quartier maître d'escouade. Le major Robert Lenehan l'incorpora au régiment des carabiniers Bushveldt avec un mandat de Lieutenant.
La sentence de Witton fut commuée en emprisonnement à vie. Il fut relâché le 11 août 1904, bien que n'étant pas amnistié. Il souffrit de maladie par deux fois durant sa détention en Angleterre, l'une par suite d'inhalation de vapeurs d'arsenic, l'autre de fièvre typhoïde. Il retourna en Australie le 12 novembre 1904, emplit d'amertume après trois années de prison, et y écrivit un livre (Scapegoats of the Empire:The True Story of Breaker Morant's Bushveldt Carbineers) rassemblant ses témoignages des évènements impliquant Morant, Handcock et le régiment des carabiniers Bushveldt.

## Sources
- (en) Cet article est partiellement ou en totalité issu de l’article de Wikipédia en anglais intitulé « George Witton » (voir la liste des auteurs).